# 西村凌
西村 凌（にしむら りょう、1996年2月21日 - ）は、滋賀県甲賀郡甲西町（現在の湖南市）出身の元プロ野球選手（捕手、外野手）。右投右打。

## 来歴

### プロ入り前
湖南市立三雲小学校在学中に三雲スポーツ少年団で軟式野球を始める（詳細後述）と、甲西中学校の在学中には、滋賀野洲ボーイズに所属していた。中学校の同級生に奥村展征がいる（奥村は草津リトルシニアパンサーズに所属）。
青森山田高等学校への進学後は、2年時の秋と3年時の春に青森県大会を連覇したが、3年時夏の全国高等学校野球選手権青森大会では、準決勝で弘前学院聖愛高等学校の前に敗れた。2学年上に山崎晃大朗、1学年上に京田陽太、木浪聖也がいる。
捕手としての肩の強さや、高校時代に対外試合で通算23本塁打を記録したほどの長打力をスカウトから注目されたことを背景に、高校3年時（2013年）の秋にはプロ志望届を日本学生野球協会に提出。もっとも、同年秋のNPBドラフト会議ではどの球団からも指名されなかったため、卒業後は富士重工業へ入社した。
富士重工業では硬式野球部に所属したが、入部1年目の2014年に故障。チームメイトの唐谷良磨が正捕手に定着していたこともあって、2年目以降は、捕手登録ながら主に外野手や指名打者として対外試合に出場していた。社名とチーム名がSUBARUに変更された4年目（2017年）には、チームが第88回都市対抗野球大会2次予選の北関東大会で敗退したものの、自身は日立製作所の補強選手として本大会に出場した。
2017年のNPBドラフト会議で、オリックス・バファローズから捕手として5巡目で指名。契約金4,000万円、年俸700万円（金額は推定）という条件で入団した。背番号は、SUBARU時代にも着用していた25。契約合意後には、「走ることに自信があるので、走攻守いずれの面でも、今までにない捕手になりたい」との抱負を述べた。

### プロ入り後
2018年には、春季キャンプから公式戦開幕後の5月下旬まで二軍で調整。捕手登録で臨んだウエスタン・リーグの公式戦では、指名打者や外野手にも起用されたほか、30試合の出場で打率.320を記録した。セ・パ交流戦の5月29日の対中日ドラゴンズ戦（ナゴヤドーム）で、4回裏から「1番・中堅手」として一軍公式戦にデビュー。6回表の第2打席で、一軍公式戦初安打・初打点を福谷浩司からの中前適時打で記録した。5月30日の同カードでは、「1番・中堅手」として、一軍公式戦で初めてスタメンに起用。「1番・右翼手」としてスタメンで出場した6月8日の対東京ヤクルトスワローズ戦（明治神宮野球場）では、3回表の第2打席で一軍公式戦初本塁打をデーブ・ハフから放った。高校時代を過ごした青森県内の弘前市はるか夢球場で7月12日に開催されたフレッシュオールスターゲームでは、捕手扱いでウエスタン・リーグの監督推薦選手に選出。実際には「3番・左翼手」としてのフル出場で、4打数1安打1打点という成績を残した。シーズン通算では、一軍公式戦31試合で打率.193、2本塁打、8打点、2盗塁を記録。28試合で外野の守備に就いたが、捕手としての出場機会はなかった。ウエスタン・リーグ公式戦では、通算65試合の出場で打率.308、4本塁打、25打点、4盗塁を記録。29試合で外野手、23試合で捕手に起用された。シーズン終了後の秋季キャンプでは、打力を生かすべく、一軍ヘッドコーチから一軍監督へ昇格した西村徳文の提案で三塁の守備練習に参加した。
2019年には、登録ポジションを捕手から外野手に変更。7月4日の対千葉ロッテマリーンズ戦では、「生涯で一番の感触」という本塁打を本拠地（京セラドーム大阪）の左翼スタンドに初めて打ち込んだ。一軍公式戦全体では、出場試合数（19）こそ前年から減少したものの、本塁打は前年と同数（2本）で、打率（.265）・長打率（.449）・出塁率（.294）は軒並み前年を上回った。
2020年には、春季キャンプ中の紅白戦（2月9日）でこの年のチーム第1号本塁打を放つと、オープン戦以降も好調を維持。入団3年目で初めての開幕一軍入りを果たしたものの、一軍公式戦全体では、29試合の出場で1本塁打、打率.161と低調だった。
2021年には、一軍への昇格がレギュラーシーズン後半の8月20日まで持ち越されたばかりか、一軍公式戦にも通算で13試合の出場にとどまった。
2022年には、ウエスタン・リーグ公式戦で開幕から好調を維持したものの、前年に続いてレギュラーシーズンの後半から一軍に合流。8月30日の対東北楽天ゴールデンイーグルス戦（楽天生命パーク宮城）では、1点を追う9回表2死1・2塁の局面で迎えた打席で、一軍公式戦でのチーム初安打を松井裕樹からの逆転2点適時二塁打で記録した。その後も一軍に帯同していて、チームの2年連続パシフィック・リーグ優勝を一軍で経験していたほか、その後のクライマックスシリーズ（CS）ファイナルステージでもベンチに入っていた。レギュラーシーズンでは一軍公式戦での出場が16試合、通算の打率が.133（45打数6安打）ながら安打を全て長打（5本の二塁打と1本の三塁打）で記録していたものの、チームがCSファイナルステージの突破（2年連続の日本シリーズ進出）を決めた翌日（10月18日）に球団から戦力外通告を受けたことを機に現役を引退。

### 現役引退後
2023年の春から、ソニー生命で「ライフプランナー」を務めている。

## 選手としての特徴
パンチ力のある打撃と50メートル走で最速5秒8を計測したほどの俊足、捕手としては二塁への送球が1.8秒（いずれも手動計測）を記録したほどの強肩の持ち主。オリックスへの入団当初は当時の先輩捕手・山崎勝己を師と仰いでいたが、実際には1年目から外野の守備に就くことが多く、2年目からは外野手として登録されている。

## 人物
元々は左利きであるが、野球では右投右打に徹していた。本人曰く、「小学5年生で軟式野球を始める際に、野球を全く知らない実母が『左利きだから野球ではグラブを左手に付けるはず』と誤解したまま、（左手にはめる）右利き用のグラブを用意してしまった。野球を始めてから、自宅での練習（ティーバッティングなど）を実母に手伝ってもらううちに、右投右打に慣れてしまった」とのことである。実母は女手一つで西村を育てていたため、オリックスで現役を引退した後には、「母子家庭で生活が苦しいことを理解していたので、実母が早朝から深夜まで必死に働いた末に新品のグラブを買ってくれたことや、そのグラブを嬉しそうな表情で手渡してくれたことに文句を言えなかった。（左投げのままでは捕手として守備に就くことがほぼ不可能で、他のポジションでもプロ野球選手になれない可能性があったので）実母にはいつも『ありがとう』という言葉を伝えている」と述懐している。ただし、日常生活では野球選手時代にも箸やペンを左手で扱っている。
中学生時代までは裸眼での視力が左右とも1.5だったが、青森山田高校への入学を境に急速に低下。SUBARU時代の視力は左右とも0.1で、夜盲症にも見舞われていたため、コンタクトレンズを着用していた。そのため、オリックスへの入団記者会見に臨んだ直後の2017年12月23日に、レーシック手術を受けた。自己資金からおよそ40万円を投じた手術の結果、裸眼の視力は、左右とも2.0にまで向上したという。
オリックスの選手時代には、苗字（西村＝にしむら）にちなんで、「むー」や「にしむ」といった愛称を付けられていた。
小籔千豊の大ファンで、オリックスへの在籍中には、一軍公式戦の始球式で小籔の投球を受けることを目標に挙げていた。小籔自身は2014年から、オリックスが京セラドーム大阪で主催する一軍公式戦のうち、毎年1試合の始球式に登場。2018年の始球式登場日であった9月2日の対西武戦では、始球式へ臨む前に、小籔とのキャッチボールが実現した。もっとも、この時期から外野手へ本格的に転向したこともあって、実際には始球式で小藪とバッテリーを組む機会のないまま現役を引退している。
オリックスへ最後に在籍していた2022年には「『来年（2023年）には野球を続けられないかも知れない』という可能性をレギュラーシーズン中から意識していた」とのことで、当時アドバイザリー契約を結んでいたスポーツ用品メーカー2023年から野球用品の取り扱い数量を減らす方針を発表していたにもかかわらず、2023年分の外野手用グラブをあえて手配していなかった。一軍に帯同していたレギュラーシーズン最終盤の外野守備練習中にそのことを吉田正尚（当時の主力選手でチームの「先輩」でもあった外野手）へ明かしたところ、吉田から「一生懸命頑張ってるやんか」との激励を受けたばかりか、自身にとっての座右の銘を示す漢字（「頂」）が縫い込まれた外野手用のグラブを翌日の練習中に突如プレゼント。西村はこのプレゼントに「超一流（選手ならでは）の気遣いを感じた」とのことで、練習中にもかかわらず、人目を憚らず号泣した。実際には吉田から贈られたグラブを使う機会のないまま引退したものの、このグラブについては、引退後も「宝物」のごとく自宅に飾っているという。
「自分の関わる人々に（自分が幼少期や野球選手だった時期のような）苦しい思いを抱いて欲しくない」との思いから、現役を引退したことを機に、ソニー生命のライフプランナーへ転身することを志望。実際に転身してから受けた取材では、「（自分で）思っていたほどには野球界で活躍できなかった僕にも、新しく頑張れる（と思えるような）『ポジション』（仕事）があった」という喜びと、吉田からの激励やプレゼントで感じた「（悩んでいる人へ）本当に寄り添う力」を胸に「野球（選手だった時期）と同じく、後悔を残さずに1日を過ごしていきたい」との抱負を述べている。

## 詳細情報

### 年度別打撃成績
| 年 度     | 球 団      | 試 合 | 打 席 | 打 数 | 得 点 | 安 打 | 二 塁 打 | 三 塁 打 | 本 塁 打 | 塁 打 | 打 点 | 盗 塁 | 盗 塁 死 | 犠 打 | 犠 飛 | 四 球 | 敬 遠 | 死 球 | 三 振 | 併 殺 打 | 打 率 | 出 塁 率 | 長 打 率 | O P S |
| --------- | ---------- | ----- | ----- | ----- | ----- | ----- | -------- | -------- | -------- | ----- | ----- | ----- | -------- | ----- | ----- | ----- | ----- | ----- | ----- | -------- | ----- | -------- | -------- | ----- |
| 2018      | オリックス | 31    | 93    | 88    | 9     | 17    | 4        | 0        | 2        | 27    | 8     | 2     | 0        | 1     | 1     | 3     | 0     | 0     | 27    | 1        | .193  | .217     | .307     | .524  |
| 2019      | オリックス | 19    | 53    | 49    | 3     | 13    | 3        | 0        | 2        | 22    | 4     | 2     | 0        | 2     | 0     | 2     | 0     | 0     | 10    | 1        | .265  | .294     | .449     | .743  |
| 2020      | オリックス | 29    | 76    | 62    | 7     | 10    | 2        | 0        | 1        | 15    | 3     | 2     | 2        | 5     | 0     | 9     | 0     | 0     | 12    | 0        | .161  | .268     | .242     | .510  |
| 2021      | オリックス | 13    | 45    | 42    | 0     | 9     | 2        | 0        | 0        | 11    | 2     | 0     | 0        | 0     | 0     | 3     | 0     | 0     | 6     | 1        | .214  | .267     | .262     | .529  |
| 2022      | オリックス | 16    | 47    | 45    | 0     | 6     | 5        | 1        | 0        | 13    | 6     | 0     | 0        | 1     | 0     | 1     | 0     | 0     | 12    | 0        | .133  | .152     | .289     | .441  |
| 通算：5年 | 通算：5年  | 108   | 314   | 286   | 19    | 55    | 16       | 1        | 5        | 88    | 23    | 6     | 2        | 9     | 1     | 18    | 0     | 0     | 67    | 3        | .192  | .239     | .308     | .547  |

### 年度別守備成績
| 年 度 | 球 団      | 外野  | 外野  | 外野  | 外野  | 外野  | 外野     |
| 年 度 | 球 団      | 試 合 | 刺 殺 | 補 殺 | 失 策 | 併 殺 | 守 備 率 |
| ----- | ---------- | ----- | ----- | ----- | ----- | ----- | -------- |
| 2018  | オリックス | 28    | 37    | 2     | 2     | 0     | .951     |
| 2019  | オリックス | 15    | 23    | 0     | 0     | 0     | 1.000    |
| 2020  | オリックス | 23    | 34    | 1     | 0     | 0     | 1.000    |
| 2021  | オリックス | 13    | 26    | 0     | 0     | 0     | 1.000    |
| 2022  | オリックス | 13    | 19    | 0     | 0     | 0     | 1.000    |
| 通算  | 通算       | 92    | 139   | 3     | 2     | 0     | .986     |

### 記録
初記録
- 初出場：2018年5月29日、対中日ドラゴンズ1回戦（ナゴヤドーム）、4回裏に中堅手で出場
- 初打席：同上、5回表にライデル・マルティネスから空振り三振
- 初安打・初打点：同上、6回表に福谷浩司から中前適時打
- 初先発出場：2018年5月30日、対中日ドラゴンズ2回戦（ナゴヤドーム）、1番・中堅手で先発出場
- 初盗塁：同上、1回表に二盗（投手：松坂大輔、捕手：松井雅人）
- 初本塁打：2018年6月8日、対東京ヤクルトスワローズ1回戦（明治神宮野球場）、3回表にデーブ・ハフから左翼へ2ラン

### 背番号
- 25（2018年 - 2022年）